# 1940 w Wojsku Polskim
Kalendarium Wojska Polskiego 1940 – strona przedstawia wydarzenia w Wojsku Polskim w roku 1940.

## Styczeń
powstało Centrum Lotnictwa Polskiego w Eastchurch
na bazie Służby Zwycięstwu Polski powstał Związek Walki Zbrojnej
1 stycznia

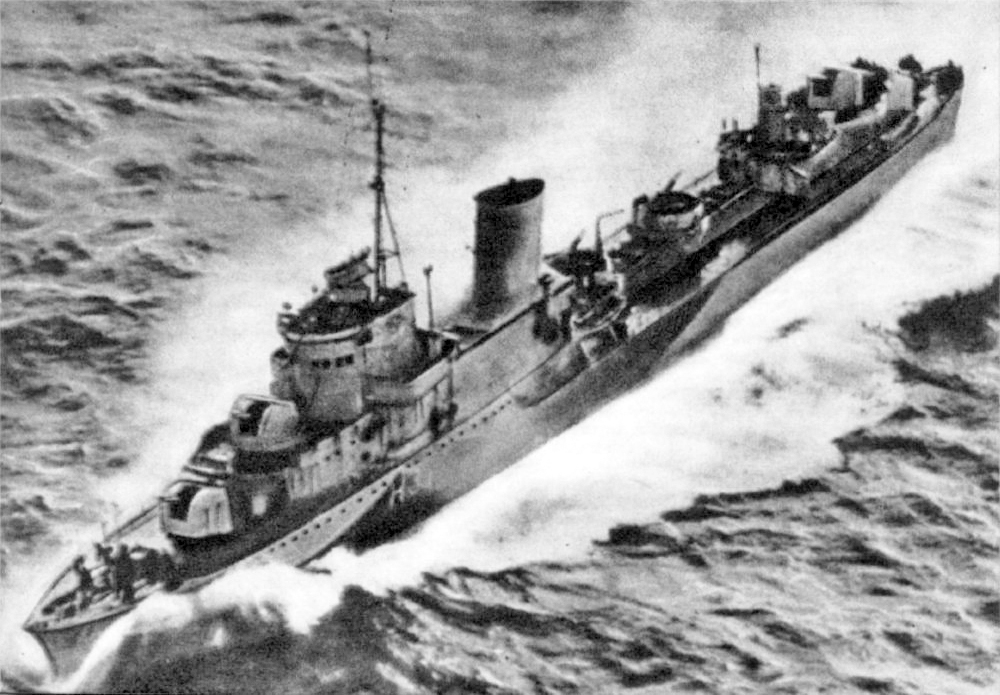
ORP „Błyskawica”

- ORP „Garland” włączony został do służby konwojowo-patrolowej wzdłuż wybrzeży Afryki Zachodniej

2 stycznia
- ORP „Błyskawica” uczestniczyła w trzydniowym wypadzie 22 Flotylli Kontrtorpedowców pod wybrzeże niemieckie

4 stycznia
- podpisano umowę pomiędzy rządem polskim na emigracji z rządem francuskim o formowaniu polskich wojsk lądowych, lotniczych i marynarki wojennej we Francji[1]

7 stycznia
- grupa 19 polskich pilotów wyjechała z Polskiej Bazy Lotniczej na lotnisku Lyon Bron na przeszkolenie do francuskiego Centrum Wyszkolenia Lotnictwa Myśliwskiego w Montpellier; grupa ta przyjęła nazwę „Grupy Montpellier”[1]

8 stycznia
- ORP „Wilk” powrócił z drugiego patrolu; trasa patrolu: od Skagerrak (Cieśniny Duńskie) do północnych wybrzeży Norwegii (początek 26 grudnia 1939)
- ORP „Wilk” został skierowany do remontu w stoczni w Dundee (Szkocja)

16 stycznia
- Powołano dwie komendy Związku Walki Zbrojnej w kraju: dla okupacji niemieckiej i sowieckiej[3]

## Luty
powstało polskie Centrum Szkolenia Lotniczego w Lyon-Bron (Francja), a jego komendantem został płk pil. Wacław Iwaszkiewicz
7 lutego
- płk dypl. Stefan Rowecki wydał instrukcję w sprawie przekształcenia Służbę Zwycięstwu Polski w Związek Walki Zbrojnej[3]

9 lutego
- w Camp de Coëtquidan (Francja) rozpoczęto formowanie jednostki Samodzielnej Brygady Strzelców Podhalańskich

14 lutego
- do polsko-francuskiej umowy międzynarodowej w sprawie lotnictwa polskiego podpisano umowę dodatkową, na mocy której we Francji miały powstać 4 dywizjony myśliwskie, 2 dywizjony współpracy z armią i zapasowe jednostki kadrowe[1]

22 lutego
- wydano rozkaz o wydzieleniu lotnictwa polskiego we Francji z Ministerstwa Spraw Wojskowych jako samodzielnej części sił zbrojnych, która otrzymała nazwę Polskie Siły Powietrzne (PSP), podporządkowane bezpośrednio Naczelnemu Wodzowi Polskich Sił Zbrojnych na Zachodzie[1]

## Marzec
13 marca
- przedstawiciel Komendy Głównej Związku Walki Zbrojnej, płk Leopold Okulicki, wydał rozkaz demobilizacji Oddziału Wydzielonego Wojska Polskiego mjr. Hubala[3]

26 marca
- Naczelny Wódz gen. dyw. Władysław Sikorski w Centrum Szkolenia Lotniczego w Lyon-Bron dokonał przeglądu, przed odlotem na front, 18 polskich pilotów myśliwskich z Grupy Montpellier (6 kluczy), którzy skierowani zostali do francuskich dywizjonów myśliwskich[1]

## Kwiecień
2 kwietnia

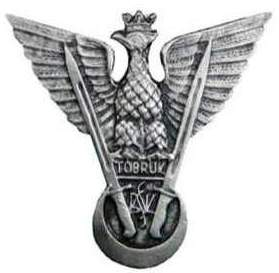
Odznaka SBSK

- w Syrii rozpoczęto formowanie jednostki Brygady Strzelców Karpackich[2]

8 kwietnia
- polski okręt podwodny „Orzeł” zatopił niemiecki okręt transportowy „Rio de Janeiro”[4]

12 kwietnia
- w Syrii pod dowództwem gen. Stanisława Kopańskiego rozpoczęło się formowanie Samodzielnej Brygady Strzelców Karpackich[4]

13 kwietnia
- pod Anielinem zginął w potyczce z Niemcami mjr Henryk Dobrzański „Hubal”[4]

15 kwietnia
- polskie oddziały wspólnie z oddziałami sprzymierzonych brały udział w desancie pod Narwikiem[2]

16 kwietnia
- powołano „sądy kapturowe” Związku Walki Zbrojnej[3]

20 kwietnia
- powołano „Związek Odwetu”[3]

28 kwietnia
- w Szkocji utworzono 1 Korpus Polski

29 kwietnia

## Maj
sformowano na lotnisku Bron w Lyonie 1 Dywizjon Myśliwski „Warszawski”, który 2 czerwca wszedł w skład Francuskiego Zgrupowania Myśliwskiego, jego dowódcą został mjr pil. Józef Kępiński
3 maja

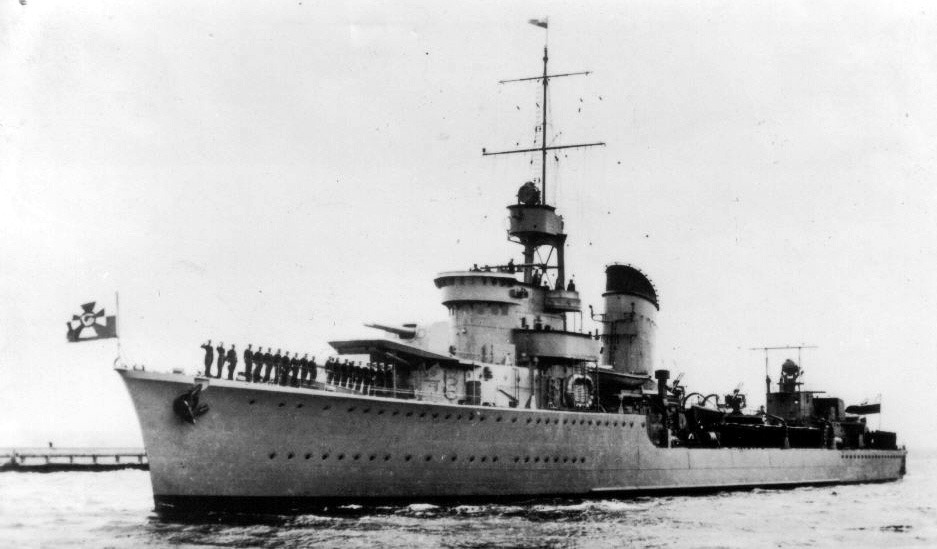
ORP „Grom”

- na Malcie podniesiono polską banderę na niszczycielu ORP „Garland”

4 maja
- w fiordzie Rombakken zatonął niszczyciel ORP „Grom”

5 maja
- komendant główny ZWZ podporządkował Komendę Związku Walki Zbrojnej „okupacji sowieckiej” komendantowi ZWZ „na okupację niemiecką” (gen.Stefan Rowecki)[3]

28 maja
- generał Władysław Sikorski otrzymał od premiera Winstona Churchilla odręczne pismo wraz z memorandum i projektem umowy określającej zasady formowania polskich jednostek lotniczych na terenie Wielkiej Brytanii[1]

29 maja
- ORP „Błyskawica” została zaatakowana przez niemieckie okręty podwodne; niszczyciel odpowiedział bombami głębinowymi jednak bez rezultatu

30 maja
- oddział mjr. Hubala toczył w okolicach m. Huciska walki z dwoma batalionami niemieckiej policji[3]

## Czerwiec
w kampanii francuskiej wzięło udział 166 polskich pilotów myśliwskich, 1/145 Dywizjon Myśliwski „Warszawski” zestrzelił 12 samolotów niemieckich na pewno i 2 prawdopodobnie, a ogółem polscy piloci zestrzelili na pewno 58 i 5/6 samolotów niemieckich oraz poległo 11 polskich pilotów
1 czerwca

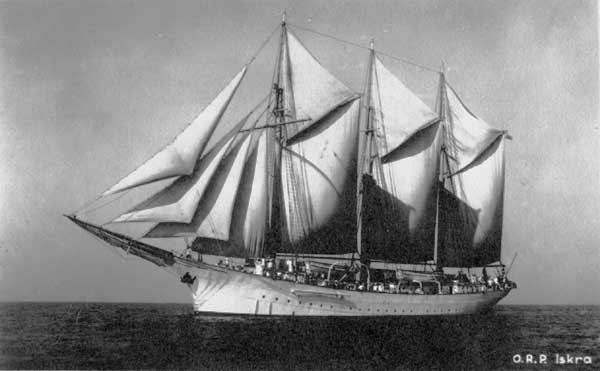
ORP „Iskra”

- Polskie Siły Powietrzne we Francji liczyły 14158 oficerów i 5397 szeregowych[1]

8 czerwca
- patrol 5 samolotów z 1/145 dywizjonu myśliwskiego atakował nad Rouen (Francja) formację ok. 15 samolotów Me-110 i zestrzelił 5 maszyn bez strat własnych[1]

11 czerwca
- między rządem Polski i rządem Wielkiej Brytanii zawarta została umowa lotnicza o ochotniczym zaciągu żołnierzy lotnictwa polskiego do Royal Air Force (RAF) oraz o zorganizowaniu jednostek Polskich Sił Powietrznych ściśle związanych organizacyjnie i operacyjnie z RAF[1]

13 czerwca
- walki pod Montbard[5]

16 czerwca
- rozpoczęły się walki pod Lagarde[6]

17–18 czerwca
- 1 Dywizja Grenadierów broni przejścia przez kanał Marna-Ren pod Lagarde[2]

18 czerwca
- rozpoczęły się walki o Clos du Doubs[7]

19–25 czerwca
- z Francji do Wielkiej Brytanii ewakuowano resztki oddziałów polskich (23 tys.)[2]

20 czerwca
- przeprowadzono ewakuację drogą morską, bez samolotów, 1/145 dywizjonu myśliwskiego z La Rochelle do Wielkiej Brytanii[1]
- po licznych walkach pod Paryżem, nad rzeką Sonną i pod Belfortem, część 2 Dywizji Strzelców Pieszych przekroczyła granicę szwajcarską i została internowana (ok. 9 tys. żołnierzy)[2]

25–27 czerwca
- do portów Liverpool i Plymouth przybyły drogą morską główne transporty lotników polskich z Francji[1]

27 czerwca
- przebazowano ORP „Iskra” z Port Lyautey do Gibraltaru (Wielka Brytania)

30 czerwca
- gen. Stefan Rowecki „Grot” mianowany został komendantem głównym Związku Walki Zbrojnej na Kraj[3][2]

## Lipiec
1 lipca
- Na lotnisku Bramcote sformowano 300 Dywizjon Bombowy „Ziemi Mazowieckiej”[8]

13 lipca
- w Szkocji sformowano 1 Brygada Strzelców
- na lotnisku w Leconfield rozpoczęto formowanie 302 Dywizjonu Myśliwskiego „Poznańskiego”[8]

20 lipca
- gen. Sikorski nakazał komendantowi Związku Walki Zbrojnej zaniechać wszelkiej akcji zbrojnej, nawet sabotażu[3]

23 lipca
- na lotnisku Bramcote sformowano 304 Dywizjon Bombowy „Ziemi Śląskiej im. Księcia Józefa Poniatowskiego”[8]

24 lipca
- na lotnisku Bramcote sformowano 301 Dywizjon Bombowy „Ziemi Pomorskiej – Obrońców Warszawy”[8]
- na lotnisku w Blackpool rozpoczęto formowanie 307 Nocnego Dywizjonu Myśliwskiego „Lwowskiego”[8]

28 lipca
- gen. Sosnkowski nakazał komendantowi Związku Walki Zbrojnej zintensyfikowanie działalności wywiadowczej[3]

## Sierpień
2 sierpnia
- Na lotnisku Northolt powstał 303 Dywizjon Myśliwski m. Tadeusza Kościuszki „Warszawski”[8]

5 sierpnia
- podpisano drugą polsko-brytyjską umowę lotniczą, ustalająca nowe formy organizacji i użycia Polskich Sił Powietrznych. PSP stały się częścią składową suwerennych Polskich Sił Zbrojnych na Zachodzie[8][2]

## Wrzesień
1 września
- na lotnisku w Braimcote sformowano 305 Dywizjon Myśliwski „Toruński”[8]
- na lotnisku w Blackpool sformowano 308 Dywizjon Myśliwski „Krakowski”[8]

14 września
- polskie 300 i 301 Dywizjony Bombowe po raz pierwszy uczestniczyły w akcji bojowej: bombardowały niemieckie barki w porcie Boulogne[8]

15 września
- polskie lotnictwo myśliwskie osiągnęło największy sukces dnia w „Bitwie o Anglię”: polscy piloci zestrzelili 26 samolotów niemieckich na pewno i 3 prawdopodobnie[8]

## Październik
kpt. Maciej Kalenkiewicz w brytyjskim ośrodku Ringway zorganizował pierwszy polski kurs spadochronowy
Ewakuowano z Francji do Wielkiej Brytanii zaledwie 23 tys. żołnierzy polskich z których w Szkocji zostały zorganizowane: 1 Brygada Strzelców i 10 Brygada kawalerii.
1 października
- na lotnisku w Renfrew sformowano 309 Dywizjon „Ziemi Czerwieńskiej”[8]

31 października
- zakończyła się „Bitwa o Anglię”. Polscy piloci myśliwscy zestrzelili 203 samoloty niemieckie na pewno, 35 prawdopodobnie, a 36 uszkodzili. W walkach zginęło 33 pilotów polskich[8]

## Listopad
3 listopada

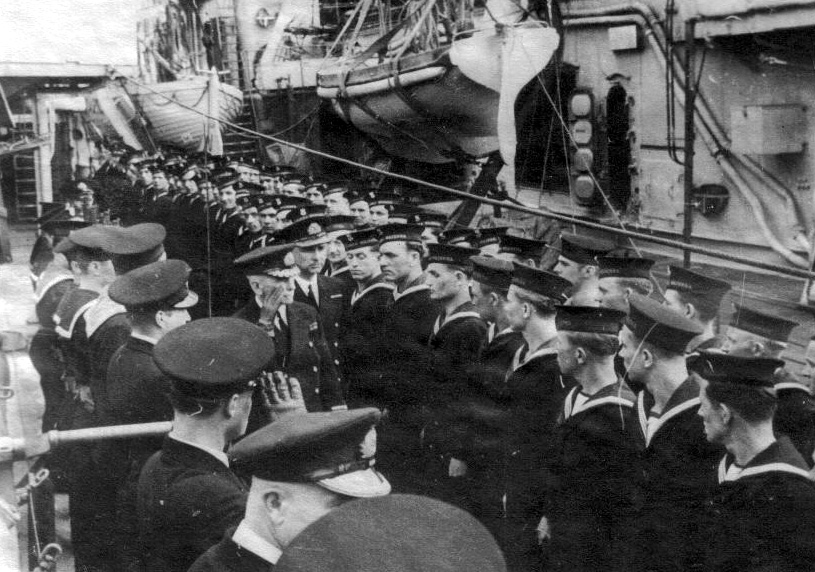
ORP „Piorun”

- w Szkocji 2 Brygadę Strzelców przemianowano na 10 Brygadę Kawalerii Pancernej

4 listopada
- gen. Sikorski w liście do gen. Sosnkowskiego sformułował postulat „skończenia z uprawianiem polityki w Związku Walki Zbrojnej i bezwzględnego przestrzegania apolityczności organizacji”; polecił też dokonać zmian w tekscie przysięgi[3]

5 listopada
- Royal Navy przekazała PMW niszczyciel ORP „Piorun”

29 listopada
- w Gibraltarze (Wielka Brytania) przekazano ORP „Iskra” dla Royal Navy

## Grudzień
20 grudnia
- w Glasgow sformowano Polską Eskadrę Balonową w składzie brytyjskiego Dywizjonu Balonowego nr 95; dowódca płk bal. Hilary Grabowski[8]